# Agrypon zebrinum
Agrypon zebrinum är en stekelart som beskrevs av Ian D. Gauld 1978. Agrypon zebrinum ingår i släktet Agrypon och familjen brokparasitsteklar. Inga underarter finns listade i Catalogue of Life.